# Bayside (Texas)
Bayside è una città degli Stati Uniti d'America, situata nello Stato del Texas, nella Contea di Refugio.